# 中国好声音 (The Voice of China)
《The Voice of China 中国好声音》，是中國大陸的音樂真人選秀節目，荷蘭Talpa公司旗下電視節目《The Voice》的中國版本，2012年於當年起每年第三季度在浙江衛視播出。2016年，燦星製作監製方與唐德影視之間的版權糾紛而避嫌更名为《中国新歌声》从而转原创节目，到2017年，荷蘭Talpa公司終止「The Voice of China」在中國地區的授權合作。2018年正式復播但採取原創模式不使用「The Voice of China」英文名。

## 概要
源于荷兰节目《荷兰之声》，第1－4季由燦星製作監製，浙江衛視首播。刘欢、那英、庾澄庆、杨坤、張惠妹、汪峰、齐秦、周杰倫担任评委以及导师。第一季于2012年7月4日在华东师范大学体育馆开机录制，13日正式在浙江卫视播出，获得中国观众广泛关注及同时段收视率第一。中国好声音第二季于2013年7月12日开播。第三季於2014年7月18日首播。第四季於2015年7月17日首播。
《The Voice》以「真声音、真音乐」为口号，因其独特创新的节目模式迅速风靡全球势，选择最具实力和潜质的选手进行后续比拼，延续了《The Voice》一贯风格，以正面、励志的态度去选拨最佳歌唱家，所到各国均赢得了最炙手可热的音乐巨星青睐和参与，并获得很高的收视纪录。
该节目的版权引进中国后，第一季由杨坤、那英、刘欢、庾澄庆担任评审兼导师。第二季由汪峰、張惠妹、那英、庾澄慶擔任評審兼導師。第三季由齐秦、汪峰、那英、楊坤擔任評審兼導師。第四季由庾澄庆、汪峰、那英、周杰伦擔任評審兼導師。目前已有四位冠军歌手：梁博、李琦、张碧晨、张磊；兩位冠軍導師：第一、三、四屆冠軍那英及第二屆冠軍張惠妹。除了導師，目前中國好聲音至今已邀請過李玟、三寶、王治平、賈軼男、王力宏、阿弟仔、吳青峰、Ella、張信哲、鄭鈞、蕭敬騰、莫文蔚、齊豫、林俊傑、鄧紫棋、李健、張惠妹、汪峰等知名歌手來為導師考核賽制助陣。
第一季至第四季的《中国好声音》由加多宝冠名、百雀羚特约赞助。

## 总览

### 导师时间表
| 导师   | 季度 | 季度 | 季度 | 季度 |
| 导师   | 1    | 2    | 3    | 4    |
| 那英   | 是   | 是   | 是   | 是   |
| 庾澄庆 | 是   | 是   |      | 是   |
| 杨坤   | 是   |      | 是   |      |
| 刘欢   | 是   |      |      |      |
| 汪峰   |      | 是   | 是   | 是   |
| 张惠妹 |      | 是   |      |      |
| 齐秦   |      |      | 是   |      |
| 周杰伦 |      |      |      | 是   |
| ------ | ---- | ---- | ---- | ---- |

#### 导师及其战队学员
| 金志文 关喆 平安 丁丁                                         | 梁博 张玮 多亮 张赫宣                                                       | 吉克隽逸 权振东 袁娅维 徐海星                                                 | 吴莫愁 王壹 金池 大山                                                         |                                                                                           |  |  |  |  |
| 其他学员                                                      |                                                                             |                                                                               |                                                                               |                                                                                           |  |  |  |  |
| 鄒宏宇 丁少華 伍佳麗 張瑋琪 倪雅豐 汪洋 周禮虎 黃一 尼克 曹寅 | 汪妤凌 侯祖辛 張玉霞 趙露 卓義峰 歌浴森 李敏 王琪瑋 黃勇 黃鶴               | 李代沫 劉悅 王乃恩 佳寧組合 劉振宇 鄭虹 李行亮 陳斌 劉昊霖 李昊瀚             | 李維真 褚喬 王克 葛林 陳俊彤 謝丹 阿蜜絲女孩 魏語諾 陶虹旭 趙可               |                                                                                           |  |  |  |  |
|                                                               |                                                                             |                                                                               |                                                                               |                                                                                           |  |  |  |  |
| 第二季                                                        | 汪峰                                                                        | 张惠妹                                                                        | 那英                                                                          | 庾澄庆                                                                                    |  |  |  |  |
| 第二季                                                        | 四强学员                                                                    |                                                                               |                                                                               |                                                                                           |  |  |  |  |
| 第二季                                                        | 張恆遠 孟楠 畢夏 單沖峰                                                     | 李琦 塔斯肯 劉雅婷 王拓                                                       | 萱萱 姚貝娜 朱克 侯磊                                                         | 金潤吉 蘇夢玫 蘑菇兄弟 葛泓語                                                             |  |  |  |  |
| 第二季                                                        | 其他学员                                                                    |                                                                               |                                                                               |                                                                                           |  |  |  |  |
| 第二季                                                        | 張欣奕 戴荃 劉彩星 張憶亞 田丹 鍾偉強 桂雨濛 高揚 常穎 崔天琪 倪鵬 趙晗     | 林育群 闞立文 李秋澤 張新 梁君諾 葉瑋庭 劉籽辰 孟鵬 姚政 林芯儀 張欣奕 葉秉桓 | 倪鵬 趙晗 張目 田園 毅光年 周詩穎 聲音樂團 崔蘭花 丁克森 唐葒菲 林育群 闞立文 | 崔天琪 葉秉桓 吳木藍 王洪迪 鄧鼓 非非 張珈銘 胡夢周 余俊逸 王宇 九九 戴荃                 |  |  |  |  |
|                                                               |                                                                             |                                                                               |                                                                               |                                                                                           |  |  |  |  |
| 第三季                                                        | 齐秦                                                                        | 汪峰                                                                          | 那英                                                                          | 杨坤                                                                                      |  |  |  |  |
| 第三季                                                        | 四强学员                                                                    |                                                                               |                                                                               |                                                                                           |  |  |  |  |
| 第三季                                                        | 秦宇子 魏然 张卓含威 刘双双                                                 | 帕爾哈提 王凱琪 李琪 耿斯漢                                                   | 张碧晨 陈冰 劉明湘 李嘉格                                                     | 余枫 陳永馨 徐劍秋 李文琦                                                                 |  |  |  |  |
| 第三季                                                        | 其他学员                                                                    |                                                                               |                                                                               |                                                                                           |  |  |  |  |
| 第三季                                                        | 樓沁 鄭心慈 南瑪子呷 申鈺林 劉至佳 白穆 崔西 李致賢 胡慧儀 羅景文 莉娃 李蔓 | 於勃 張心傑 莫艷琳 由美 陳直 趙祺 王卓 石宇凡 陳昕 陳樂基 張婧懿 張丹丹       | 夏恆 劉辰希 張江 李維 魏雪漫 艾怡良 毛澤少 鄭俊樹 崔忠華 張智勇 周深 吐洪江   | 莫海婧 蘇琪繁 Robynn & Kendy 戎綺 劉珂 開開 梁棟江 伊克拉木 鄧小巧 趙鈳 蘋果園組合 秦曉林 |  |  |  |  |
|                                                               |                                                                             |                                                                               |                                                                               |                                                                                           |  |  |  |  |
| 第四季                                                        | 庾澄庆                                                                      | 汪峰                                                                          | 那英                                                                          | 周杰伦                                                                                    |  |  |  |  |
| 第四季                                                        | 四强学员                                                                    |                                                                               |                                                                               |                                                                                           |  |  |  |  |
| 第四季                                                        | 譚軒轅 赵大格 张姝 马吟吟                                                   | 贝贝 黃勇 张鑫鑫 黃霄雲                                                       | 张磊 孙伯纶 长宇 朗嘎拉姆                                                     | 陈梓童 李安 李幸倪 关诗敏                                                                 |  |  |  |  |
| 第四季                                                        | 其他学员                                                                    |                                                                               |                                                                               |                                                                                           |  |  |  |  |
| 第四季                                                        | 李文豪 童予碩 李文慧 段欣芮 古振邦 舞思愛·羔露 王帝 曹景豪                  | 張博林 許哲 楊寶心 王飛雪 別日克 林燕 黃愷 修兒                               | 張楠 李嘉琪 張惠春 朱強 蘇浩 凌菱 晨悠組合 周曉曉                             | 黃聖文 劉偉男 柳暢源 李安安 張暘 江源東 詹小櫟 徐林                                       |  |  |  |  |

注：黄色背景为获胜队伍，黑色粗体为冠军，斜体为被导师淘汰但後來被其他導師挽救的学员，下划线为晋级总决赛的学员。

### 夢想导师
原版及英语国家版本称之为“Trusted Advisors”，負責於首輪組內淘汰賽（Battle）協助主考導師共同對組內學員進行指導。
| 赛季   | 导师            | 导师              | 导师          | 导师            |
| 第一季 | 杨坤            | 那英              | 刘欢          | 庾澄庆          |
| ------ | --------------- | ----------------- | ------------- | --------------- |
| 第一季 | 李玟            | 汪峰              | 三寶          | 王治平          |
| 第二季 | 汪峰            | 张惠妹            | 那英          | 庾澄庆          |
| 第二季 | 賈軼男          | 王力宏 # 阿弟仔 * | 吳青峯        | Ella # 王治平 * |
| 第三季 | 齐秦            | 汪峰              | 那英          | 杨坤            |
| 第三季 | 莫文蔚 # 齐豫 * | 郑钧              | 張信哲 惠源 * | 蕭敬騰          |
| 第四季 | 庾澄庆          | 汪峰              | 那英          | 周杰伦          |
| 第四季 | 林俊傑          | 鄧紫棋            | 李健          | 張惠妹          |

說明
*：只有出现在影片中协助导师进行指导

#：只有出现节目录制现场

## 赛季
| 图解 | 庾澄慶（哈林）戰隊 | 那英戰隊 | 劉歡戰隊 | 楊坤戰隊 | 張惠妹（阿妹）戰隊 | 汪峰戰隊 | 齊秦戰隊 | 周杰伦戰隊 |

| 賽季   | 開播日期      | 結束日期      | 冠軍   | 亞軍     | 季軍     | 殿軍   | 冠軍導師 | 主持人 | 導師                    |
| ------ | ------------- | ------------- | ------ | -------- | -------- | ------ | -------- | ------ | ----------------------- |
| 第一季 | 2012年7月13日 | 2012年9月30日 | 梁博   | 吳莫愁   | 吉克雋逸 | 金志文 | 那英     | 華少   | 楊坤 那英 劉歡 庾澄慶   |
| 第二季 | 2013年7月12日 | 2013年10月7日 | 李琦   | 張恆遠   | 萱萱     | 金潤吉 | 張惠妹   | 華少   | 汪峰 張惠妹 那英 庾澄慶 |
| 第三季 | 2014年7月18日 | 2014年10月7日 | 张碧晨 | 帕尔哈提 | 余枫     | 秦宇子 | 那英     | 華少   | 齐秦 汪峰 那英 杨坤     |
| 第四季 | 2015年7月17日 | 2015年10月7日 | 張磊   | 陳梓童   | 譚軒轅   | 貝貝   | 那英     | 華少   | 周杰伦 庾澄慶 那英 汪峰 |

第一季至第四季分別在2012年、2013年、2014年、2015年播放，保持一年一季度在7、8、9月播出，到2017年荷蘭Talpa公司終止「the voice of China」在中國地區的授權合作 。

## 电影
电影《中国好声音之为你转身》，在三亚取景。影片宣布定档2013年12月27日圣诞平安夜，由第一季学员吴莫愁、李代沫、张玮、丁丁、张赫宣、金池、大山、赵露、王克，以及第二季学员萱萱、李秋泽和锺伟强參演，讲述了一群热爱音乐的年轻人聚集在同一所大学，共同追寻音乐梦想，为爱转身的青春故事。

## 版权纠纷
2016年1月20日，唐德影视发出公告，称其与研发《The Voice》系列节目模式的荷兰Talpa公司签署了合作意向书，Talpa公司向唐德影视授予《好声音》的相关权利并向后者提供相关服务。1月21日，《中国好声音》制作方灿星制作向唐德影视发出律师函，要求停止侵权行为。1月27日，Talpa公司称，因双方合约在2016年1月8日终止，并未续约，因此Talpa公司要求禁止灿星继续制作及播放《中国好声音》第五季节目。此后灿星制作不服，通过多个新媒体渠道斥责Talpa的违约行为。另据灿星制作的说法，该公司持有《The Voice》节目模式的“独家续约权”，至2018年失效。而灿星制作还发表声明表示，《中国好声音》的中文品牌属灿星制作与浙江卫视共同拥有，Talpa公司无权授权任何一方制作名为《中国好声音》的节目，并表示在遵守国际惯例的前提下，与Talpa公司重启续约谈判。若违背国际惯例，坚持单方面撕毁合约，则灿星会力争制作出“自主研发及原创模式”的《中国好声音》。
而在1月29日，《中国好声音》官方微博公布了第五季《中国好声音》導師陣容。随后公布了全新的“V”字形LOGO标志，名称维持现状，但仍然被荷兰Talpa公司视为侵权。
然后根据后续报道，中国制作方更改了第五季的标志和節目名稱（中文名為中國新歌聲，英文名为 Sing! China），并决定取消好声音原版最大特点的转椅的模式进行盲选，避免版权纠纷；这也意味着燦星公司没有和荷兰Talpa公司达成授权制作的《中國好聲音（The Voice of China）》的协议。
2017年2月，香港国际仲裁中心作出最终裁定，荷兰Talpa公司赢得了授权协议中定义的包括中文节目名“中国好声音”在内的所有知识产权专属性权利。而拥有《中国好声音》版权的唐德影视亦将于2017年推出新一季节目，预计最迟将于三季度登陆北京卫视播出，此前该栏目欲与湖南卫视合作，但最终未果，之后一直没有制播消息。
2017年5月18日，浙江广播电视集团宣布起诉唐德影视，向浙江省高级人民法院提起不正当竞争诉讼。唐德影视发布公告称，公司已于5月17日晚收到浙江省高级人民法院送达的《民事起诉状》等诉讼材料，此案已进入诉讼程序。唐德影视同时声称，浙江广电起诉一事并不会影响《中国好声音》第五季的筹备工作。及后在《中国好声音》第五季筹备期间，唐德影视将节目中文名暂时更改为《2017好声音》。
2017年11月13日，唐德影視（300426-CN）早晨發布重大合同進展公告稱，公司於11月9日收到Talpa發來關於終止協議的函件，Talpa公司想單方面終止與唐德影視關於「好聲音」版權方面合作。
同日唐德影視也公告披露，公司近日收到《“……好聲音”協議》相對方Talpa Media B.V.發來的函件，後者擬單方面終止與公司的合作協議，并在确認收到公司1875萬美元許可費的基礎上，要求公司繼續支付剩餘的4125萬美元許可費。
對于上述情況，公司迅速發布相關聲明，公司表示：第一，《中國好聲音》的授權不可能因為荷蘭Talpa公司單方面的通知就可以終止，在雙方合同期内，《中國好聲音》節目在大中華區域内的一切權益都仍然歸屬唐德影視；第二，唐德影視保留在合同期内繼續制作、播出《中國好聲音》節目的權力，在法律和政策允許的範圍内唐德影視將繼續推進《中國好聲音》項目；第三，荷蘭Talpa公司單方面終止《中國好聲音》授權的行為不會對唐德影視主營業務的盈利能力造成任何影響。
荷蘭Talpa、唐德影視、上海燦星為了“中國好聲音”之爭，陷入版權糾紛已近將近兩年。這一切，終於在2017年的12月6日落下了帷幕。
12月6日，荷蘭Talpa在官方網站發佈公告，宣佈此後唐德無權再在大中華地區內製作“the voice of China”節目，同時Talpa也決定放棄索賠，終止“the voice of China”在中國地區的授權合作。
2018年6月25日，上海灿星制作官方微博发文宣布，唐德影视、灿星、浙江卫视三方就“中国好声音”相关知识产权纠纷达成和解，承诺在协议签署后及时递交撤销法律程序的申请，并表示已向国家广播电视总局提交报告申请，并获批将《中国新歌声》改回《中国好声音》，英文名“Sing! China”维持不变。

## 节目名称
本节目在引进中国之前其它地区的版本在网络上通常翻译成“XX之声”，中国好声音的最初节目名称也按照规律采用中国之声，但是由于和中央人民广播电台第一套节目的呼号中国之声同名而没有获批，后改用中國好聲音。
而与该节目英文名“The voice of China”相似的“Voice of China”于2016年11月被东南卫视的《中国正在说》使用，该节目定位电视公开课，和浙江卫视的歌唱选秀节目为两码事，只是其英文名在原“好声音”英文名称基础上去除了The，从而避免了商标纠纷。实际上美国对华的秘密电台中国之音广播电台同样使用与《中国正在说》同一个英文名称。